# The Blot
The Blot è un film muto del 1921 diretto da Lois Weber.

## Trama
Lo stipendio di A. T. Griggs, professore presso un'università privata statunitense, si basa(va) sulle valutazioni e decisioni dei principali benefattori dell'istituto di istruzione: di conseguenza non era particolarmente elevato (allora come adesso), considerando l'alto valore sociale che il lavoro intellettuale riveste. Lo stile di vita dei Griggs – nucleo familiare che comprende, oltre al cattedratico, sua moglie, la loro figlia Amelia, e la nonna della ragazza – non era quindi paragonabile a quello di diversi degli studenti di A.T. Griggs, come ad esempio l'irriverente Phil West, figlio di uno dei principali finanziatori dell'ateneo, nonché corteggiatore – inizialmente malvisto – di Amelia; e non era paragonabile nemmeno a quello dei vicini di casa dei Griggs, gli Olsen, il padre, uomo probo, abile artigiano calzolaio - realizzatore di lussuose scarpe femminili -, sua moglie e i suoi numerosi figli, intera famiglia caratterizzata, a differenza di Olsen stesso e del suo primogenito Peter – pure un ammiratore di Amelia -, da una certa altezzosità spocchiosa e vanesia.
Un'altra professione intellettuale molto apprezzata (almeno dai credenti) era quella dell'uomo di chiesa, rivestita, nel paese, dal giovane ministro episcopale Gates, anch'egli segreto spasimante di Amelia, e anch'egli facente parte della fetta di società malamente retribuita, dato che i suoi introiti provenivano da abbienti commercianti borghesi della comunità cittadina, macellai, sarti, che evidentemente valutavano, più dell'opera del reverendo, un paio di scarpe o un pollo.
La signora Griggs, moglie del professore, sottrae proprio un pollo, pronto per la cottura, dalle finestre aperte della cucina a piano terra degli Olsen: Amelia era caduta malata, le spese mediche salite alle stelle, le rate del mutuo si accumulavano, altri esborsi si rendevano necessari, e la figlia – a detta del dottore - aveva bisogno di una migliore alimentazione. Amelia, dalla finestra di camera sua, vede la madre compiere il furto e ne rimane sconvolta; non la vede, tuttavia, quando ella, colta da rimorsi di coscienza, dopo poco, ripone il volatile spiumato là da dove l'aveva preso. Gesto che però non sfugge alla signora Olsen, che minaccia di svergognare pubblicamente la signora Griggs nonostante le proteste del figlio Peter.
Le posizioni dei protagonisti si affinano e si puntualizzano nel corso della vicenda, nella quale l'atteggiamento di Phil West – ora resosi conto in prima persona delle sperequazioni sociali esistenti – diventa più responsabile e rispettoso. Alla fine si prospetta – proprio ad opera di Phil – un miglioramento nella condizione dei Greggs (ma non tanto del reverendo Gates), e anche l'affare del pollo viene chiarito. Dopo di che Amelia sceglierà uno fra i suoi tre spasimanti. 

## Produzione
Il film fu prodotto da Lois Weber per la sua compagnia, la Lois Weber Productions. Venne girato in California, a Los Angeles, nel quartiere di Boyle Heights e al Los Angeles City College, 855 North Vermont Avenue.

## Distribuzione
Distribuito dalla F.B. Warren Corporation, il film uscì nelle sale cinematografiche statunitensi il 4 settembre 1921. Copie del film (una copia positiva in 35 mm in nitrato, un negativo e un positivo in 35 mm)  sono conservate negli archivi del Museum of Modern Art. Una copia in 16 mm si trova nella collezione dell'EmGee Film Library; un'altra, sempre in 16 mm, in una collezione privata.
Il 9 dicembre 2003, il film venne distribuito dalla Milestone Film & Video in una versione NTSC di 79 minuti, tratto dalla copia restaurata dell'UCLA Film and Television Archive.
Il film viene citato nel documentario The Silent Feminists: America's First Women Directors del 1993.